# یاسودا، کوچی
یاسودا، کوچی (به لاتین: Yasuda, Kōchi) یک منطقهٔ مسکونی در ژاپن است که در استان کوچی واقع شده‌است. یاسودا  ۲٬۹۹۳ نفر جمعیت دارد.